# Дудо-Хайнрих фон Лауренбург
Дудо-Хайнрих фон Лауренбург (на немски: Dudo-Heinrich von Laurenburg; на латински: Dudo Comes de Lurenburch; * ок. 1060, † ок. 1123) е от 1093 г. граф на Лауренбург и родоначалник на династията Дом Насау.

## Биография
Той е син на граф Рупрехт фон Лауренбург (1050 – 1110). През 1093 г. Дудо построява вероятно с баща си замък Лауренбург.
Той получава от епископство Вормс територията около Насау, където започва строежа на замък Насау. Дудо е през 1117 г. фогт в Зигерланд. От архиепископите на Майнц той получава около 1122 г. господството Идщайн.

## Фамилия
Дудо се жени за Анастасия фон Арнщайн, дъщеря на граф Лудвиг I фон Арнщайн. С нея той има децата:
- Рупрехт I фон Насау († пр. 13 май 1154), граф на Лауренбург и граф на Насау
- Арнолд I фон Лауренбург († ок. 1148), граф на Лауренбург
- Демудис, омъжена за граф Ембрихо II фон Диц († пр. 1145)